# Sven Johnson
Sven Olof Johnson (Norrköping, 1899. szeptember 12. – Skärblacka, 1986. július 7.) olimpiai bajnok svéd tornász.
Az 1920. évi nyári olimpiai játékokon indult tornában és a svéd rendszerű csapat összetettben aranyérmes lett.
Klubcsapata a Norrköpings GF volt.